# Gustaf Retzius

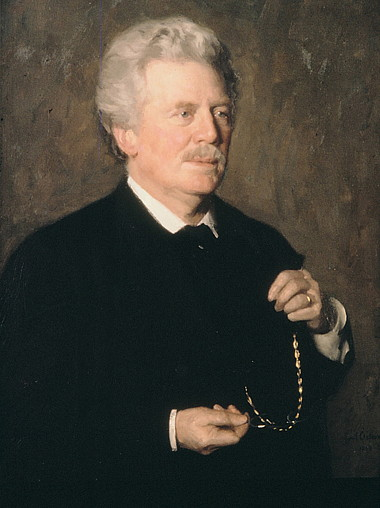
Gustaf Retzius, porträtt målat av Emil Österman 1907.

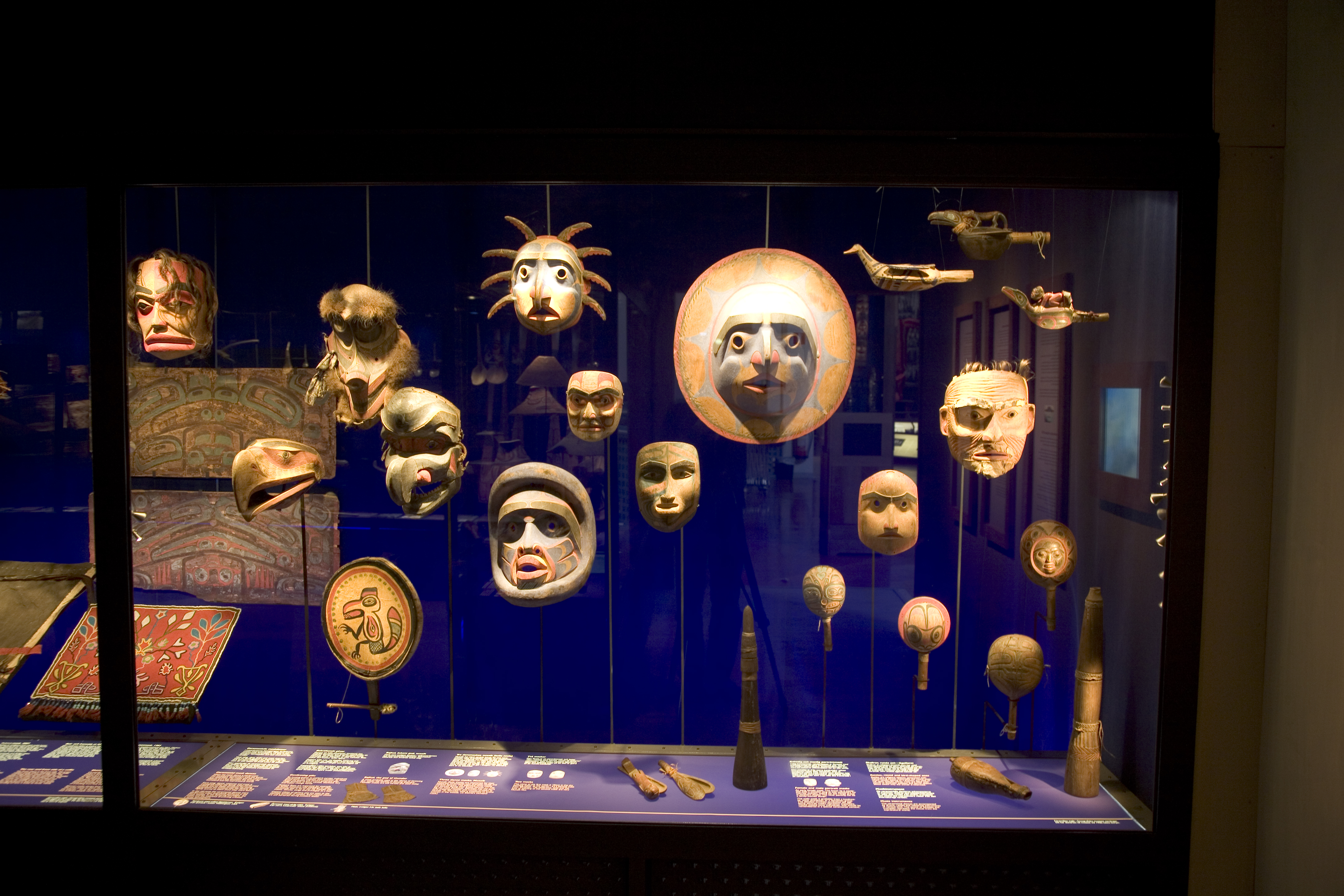
Föremål från nordvästkusten på Etnografiska museet insamlade av Gustaf Retzius.

Magnus Gustaf Retzius, född 17 oktober 1842 i Stockholm, död där 22 juli 1919, var en svensk läkare och anatom samt verksam inom ämnesområdet fysisk antropologi. Han var professor, hedersdoktor och ledamot av Svenska Akademien. Han nominerades 23 gånger till Nobelpriset i fysiologi eller medicin, men fick aldrig priset. Sina främsta vetenskapliga resultat nådde han genom jämförande studier av hörselorganen hos benfiskar och senare andra ryggradsdjur. Han bedrev även avancerade studier på nervsystem.
En av Karolinska Institutets större föreläsningssalar i Campus Solna var fram till 2021 namngiven efter Gustaf Retzius.

## Akademisk bana
Retzius avlade studentexamen i Uppsala 1860 och blev där medicine licentiat 1869 och medicine doktor 1871. Samma år blev han docent i anatomi vid Karolinska institutet och utnämndes 1877 till innehavare av en för honom inrättad extra ordinarie professur i histologi. Av Karolinska institutets lärarkollegium kallades han 1888 till ordinarie professor i anatomi och utnämndes därtill 1889, sedan vissa av honom uppställda villkor godkänts av riksdagen. Han tog emellertid redan följande år avsked från sin professur, men fortsatte även därefter att ägna sig åt forskning.
Som lärare gjorde sig Retzius känd som en god pedagog och lade vid sidan om undervisningen även ner mycket tid på utvecklingen av Karolinska institutets anatomiska museum, som av honom mottog många dyrbara gåvor.

## Resor till Egypten och Nordamerika
Gustaf Retzius reste två gånger utanför Europa, båda gångerna tillsammans med sin hustru Anna. Under dessa resor var han angelägen om att köpa in etnografiska och arkeologiska samlingar till ett planerat etnografiskt museum i Stockholm.

### Egypten 1889–1890
Vintern 1889–1890 besökte de Egypten. Gustaf Retzius lät publicera skildringar från resan i Aftonbladet, vilka senare kom att publiceras i Skizzer och uppsatser: Bilder från Nilens land. Under två veckor med avresa från Kairo på juldagen reste de på Nilen. De reste först uppför floden till staden Assuan. Där inhandlade Gustaf samlingar i basarerna. Snart insåg försäljarna att Gustaf Retzius var en kund som kunde betala och de kom till båten och erbjöd sina varor och föremål direkt från stranden. Han var ute efter kranium för sina antropologiska studier och lyckades förvärva 30 "mumieskallar" under en utflykt från Assuan till några klippgravar tvärs över Nilen där en "vaktmästare" på platsen sålde skallarna till honom. Via några engelska officerare lyckades han även förvärva sex skallar från slaget vid Toski. På vägen tillbaks nedför Nilen besökte de både Karnak och Luxor. I Luxor lyckades han köpa hela 125 skallar med hjälp av konsuln Ahmed Effendi Moustapha Ayyâd som skickade ut en person att gräva upp gravar och ta med sig skallarna. Väl tillbaks i Kairo fick Gustaf tillfälle att träffa den berömde Henry Morton Stanley som precis utfört sin misslyckade expedition för att befria Emin Pascha. I Kairo genomförde Retzius ytterligare inköp av samlingar. Stora delar av de samlingar han förvärvade finns på Medelhavsmuseet och på Etnografiska museet.

### Nordamerika 1893
Under ett halvår med början i juni reste paret Retzius i Nordamerika. Precis som under resan till Egypten var ett viktigt mål att köpa in samlingar till det blivande etnografiska museet samt att besöka kollegor och deras institutioner. Även denna resa rapporterade Gustaf Retzius om i artiklar i Aftonbladet under rubriken "Bilder från Nordamerika". Dock blev det aldrig någon bok. Första besöket var till Yale och paleontologen Othniel Charles Marsh vilket följdes av flera andra universitetsbesök. De besökte världsutställningen i Chicago där de bland annat fick se etnografiska utställningar och även flera olika ursprungsfolk som uppträdde och dansade. Här fick de träffa norrmannen Adrian Jacobsen och den berömde Franz Boas. Efter världsutställningen besökte de flera olika platser och städer, bland annat Santa Fe. De fick här tillfälle att besöka en "indianbosättning" utanför staden. I Santa Fe fanns en antikvitetshandel kallad "Jake Gold´s Free Museum" (Gold´s Old Curiosity Shop) där han köpte etnografika. Under några veckor besökte de nordvästkusten och British Columbia. De kom till staden Victoria, där det fanns flera handlare för etnografika, och reste sedan vidare på Vancouverön. I Bella Bella träffade de Adrian Jacobsens bror Filip Jacobsen som gjorde det möjligt för Anna och Gustaf Retzius att besöka flera olika platser och även att inhandla etnografika under 12 dagar. En stor del av föremålen i butikerna i Victoria var insamlade av bröderna Jacobsen. Makarna Retzius förfärades över de metoder som återförsäljarna använde sig av för att lura av ursprungsbefolkningen äldre föremål som inte var till salu. De var också kritiska till missionärerna i området. Gustaf Retzius fick inte tag på lika många kranier under denna resa i jämförelse med egyptenresan men han lyckades förvärva fyra så kallade "longhead"-skallar. Vägen hem till Sverige gick via stopp i flera städer, bland annat Chicago igen, Baltimore och Washington. Stora delar av de samlingar Retzius förvärvade under sin resa finns på Etnografiska museet.

## Publikationer
Efter att ha utgett ett antal smärre avhandlingar offentliggjorde Retzius 1872 en större monografi, Das Gehörorgan der Knochenfische, och började ungefär samtidigt, tillsammans med Axel Key, studier över nervsystemets och bindvävens anatomi, vilkas resultat publicerades i "Nordiskt medicinskt arkiv" och slutligen sammanfattades i det stora arbetet Studien in der Anatomie des Nervensystems und des Bindegewebes, av vilket två band utkom 1875–1876. För detta verk erhöll författarna bland annat det Monthyonska priset av franska vetenskapsakademien. Efter detta utgav Retzius ensam flera stora anatomiska monografier, nämligen Das Gehörorgan der Wirbeltiere (två band, 1881–1884).
Vid sidan av sina anatomiska forskningar ägnade sig Retzius åt antropologiska och etnologiska studier. Redan 1864 utgav han på tyska sin fars samlade etnologiska skrifter. Sedermera publicerade han resultaten av sina arbeten i denna riktning dels i "Tidskrift för antropologi och kulturhistoria" (1873–1877), dels i det inom sitt område banbrytande stora arbetet Finska kranier jämte några natur- och litteraturstudier inom några andra områden av finsk antropologi (folio, 1878). Senare följde Crania Suecica antiqua (1889) samt det på undersökningar av 44 939 21-åriga värnpliktiga grundade verket Anthropologia Suecica (med Carl Magnus Fürst, folio; 1902).

## Media
Retzius var också tidningsman. Sedan han blivit ägare av de flesta aktierna i det av hans svärfar Lars Johan Hierta uppsatta Aftonbladet, övertog han i december 1884 ledningen av nämnda tidning, som han i liberal riktning redigerade till december 1887.
Gustaf Retzius ägde Aftonbladet 1884–1907 och var chefredaktör 1884–1887.

## Vetenskapliga samfund
Gustaf Retzius var ledamot av Fysiografiska sällskapet i Lund (1878), Vetenskapsakademien (1879), Vetenskapssocieteten i Uppsala (1882), Vetenskaps- och vitterhetssamhället i Göteborg (samma år), Svenska Akademien (1901, efter Adolf Erik Nordenskiöld), hedersledamot av Vitterhets-, historie- och antikvitetsakademien (1901), hedersdoktor i Uppsala (1893) och vid en mängd utländska universitet; dessutom ledamot av ett mycket stort antal utländska lärda samfund, bland dem vetenskapsakademierna i Berlin, Paris, Petersburg, Rom, Wien, Budapest, München, Köpenhamn, Washington, Philadelphia, London och Edinburgh; ett stort antal medaljer tillerkändes honom av olika vetenskapliga samfund, och då han (1912) fyllde 70 år, tillägnade Vetenskapsakademien honom det 49:e bandet av sina handlingar. I detta ingår en fullständig förteckning över Retzius dittills utgivna skrifter.

## Gustaf Retzius, den fysiska antropologin, rasbiologin och rashygienen

### Insatser som fysisk antropolog

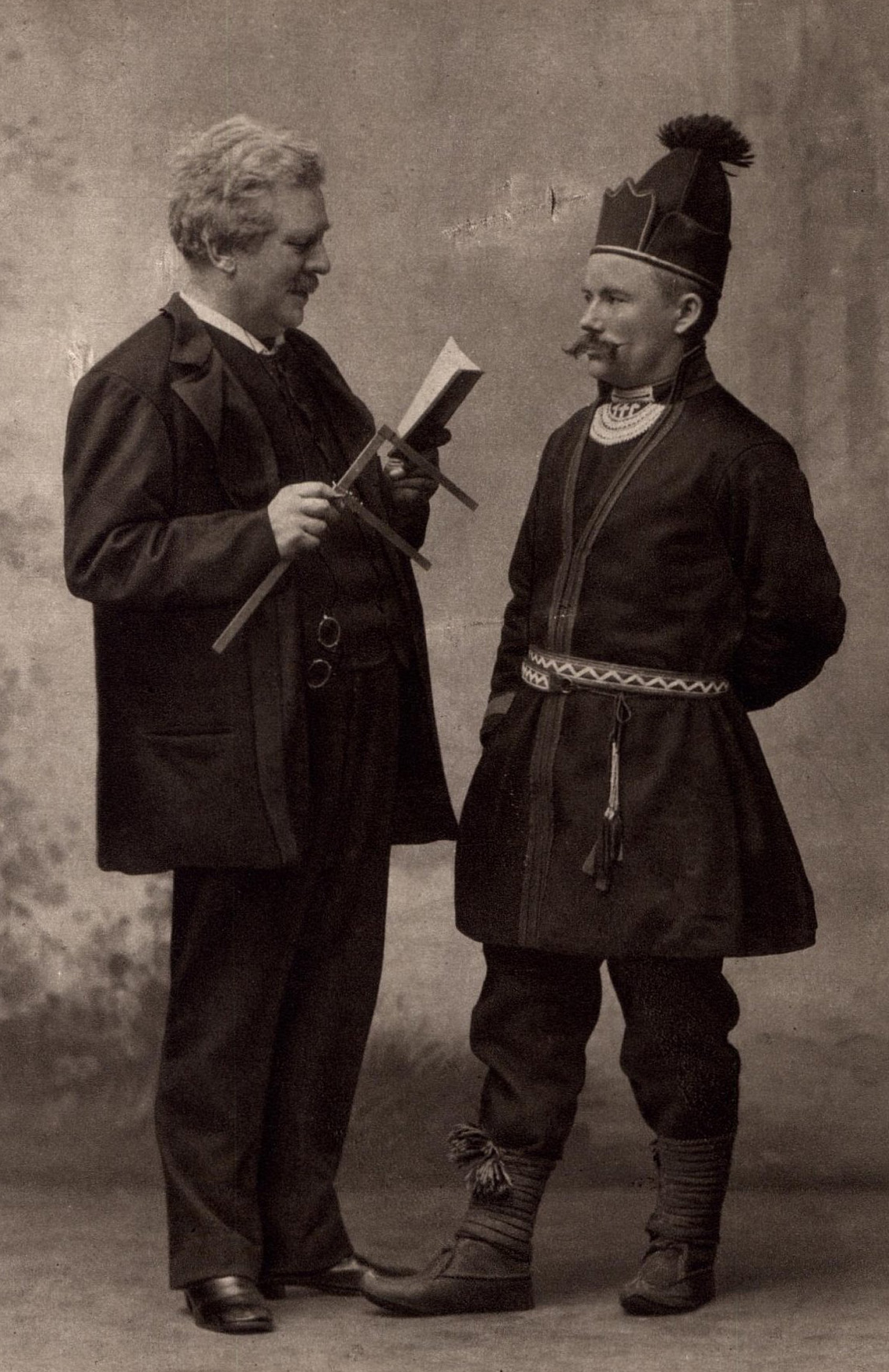
Professor Gustaf Retzius och herr Fjällstedt från Härjedalen, 1905. Retzius utför antropologiska mätningar.

Som fadern arbetade Gustaf Retzius inom den specialinriktning av jämförande anatomi ägnad människan kallad fysisk (alt. somatisk) antropologi. Anders Retzius stora insats som antropolog var att, som en av ett antal forskare med början på 1830-talet, problematisera antaganden om den "vita", "europeiska" rasen som enhetlig. Sonen Gustaf kom att ägna sitt liv åt att försvara faderns forskning. Anders Retzius införde skallindex som ett verktyg för klassifikation, dels av mänskligheten i allmänhet, men framför allt för att tillåta sig att göra distinktioner mellan olika europeiska folk och nationer.
Gustaf Retzius tog i huvudsak över faderns program för sin egen antropologi. Ambitionen att låta naturvetenskapen besvara historiska frågeställningar låg till grund för hans egna studier både av svenska fornkranier Crania Suecica antiqua (1899) och den vetenskapliga bearbetningen av Svenska Sällskapet för Antropologi och Geografis projekt att mäta två årsklasser av värnpliktiga, ca 45 000 indivier, i Crania Suecia (1902), tillsammans med vännen och kollegan professorn i anatomi i Lund, Carl Magnus Fürst.

### Förhållande till rasbiologin

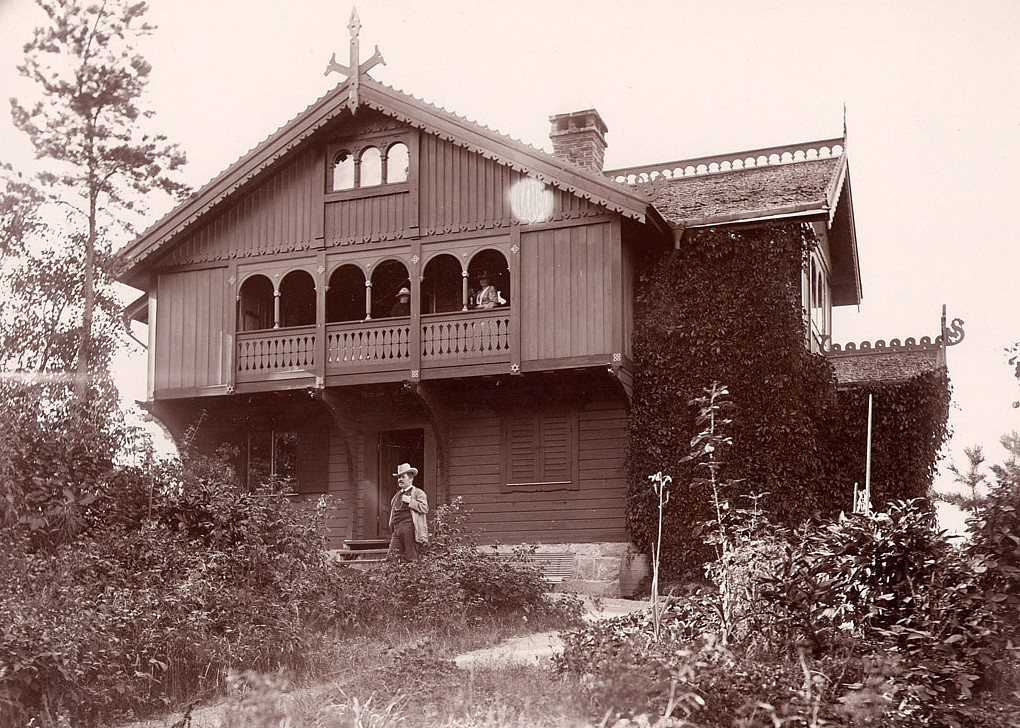
Villa Sagatun, Gustaf Retzius bostad på 1880-talet.

Nya mer aggressiva europeiska rasläror, även kallad rasbiologi med ärftlighet mer i fokus än mätningar, började formuleras på 1890-talet. I en artikel 1909 anslöt sig Gustaf Retzius till denna och övergav sin tidigare mer deskriptiva sätt att beskriva sina forskningsresultat. I den ofta citerade artikeln "The so-called North European race of mankind" beskrev Gustaf Retzius den "nordiska" rasen som en naturlig aristokrati utmärkt av nobelhet, höghet, frihetskänsla och andra heroiska dygder, till skillnad från ett antal andra europeiska rastyper, mindre högsinta och mer lämpade för repetitivt industriarbete.
Artikeln från 1909 innebar att han orienterade sig mot en ariskt och nordiskt sinnad del av tysk anatomisk och antropologisk forskning, närmast företrädd av Retzius personliga nära vän, Strassburg-anatomen Gustav Schwalbe. Gustaf Retzius konfronterades dessutom med den rashygieniska rörelsen när den ene av den tyska rörelsens två huvudmän, Ernst Rüdin, sommaren 1907 besökte Sverige i akt och mening att rekrytera Retzius och Carl Magnus Fürst. På Fürsts initiativ valde de båda svenska anatomerna dock att avvisa inviten. Retzius yngre kollega uppfattade dess missionerande samhällsengagemang för den nordiska rasens försvar som oförenligt med sin ställning som vetenskapsmän. Retzius uppvaktades också av den svenska rasbiologins blivande stjärna Herman Lundborg tidigt i dennes karriär. Lundborg lyckades också utverka vissa stipendiemedel från Gustaf Retzius. 

## Familj

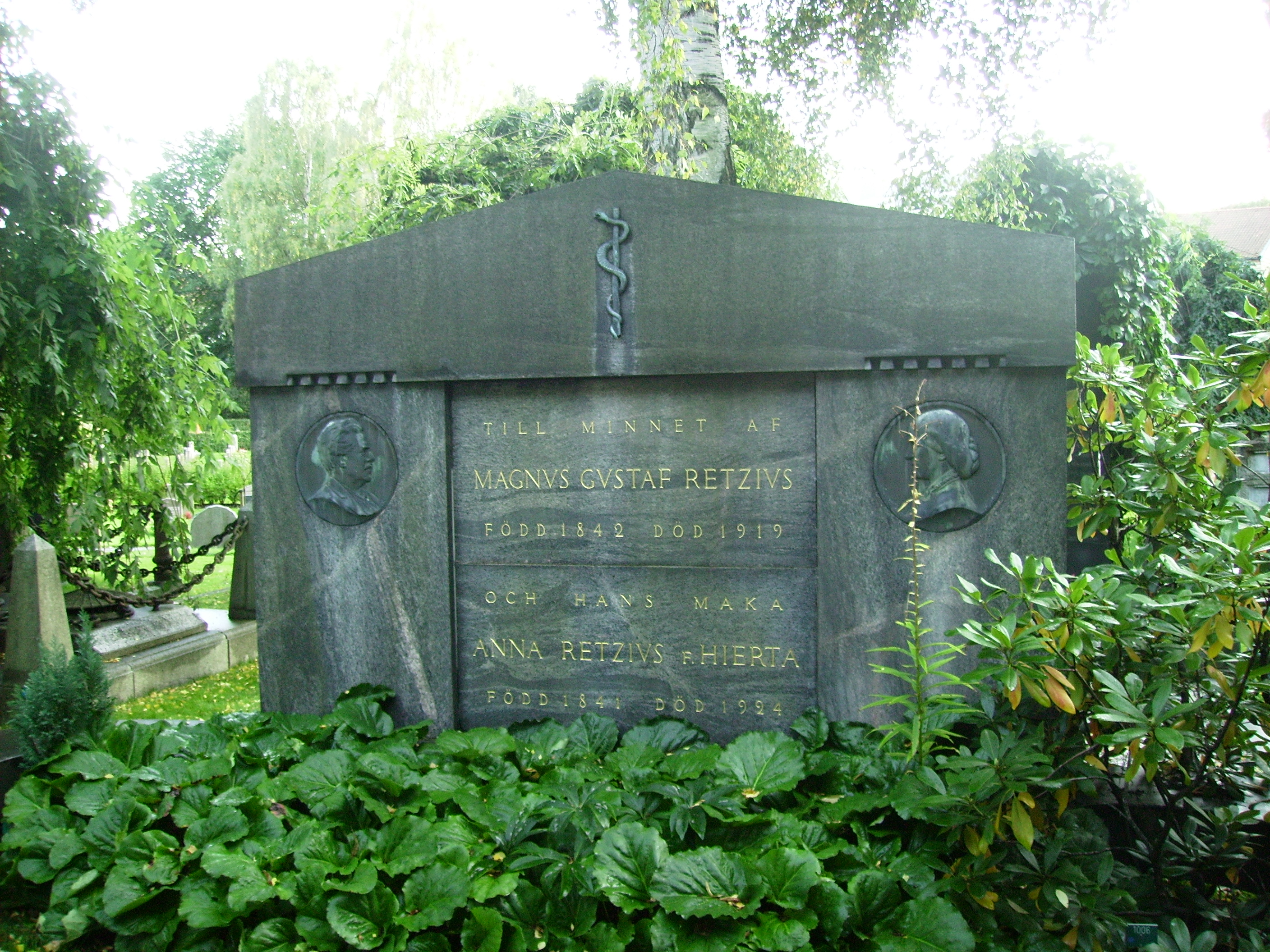
Gustaf Retzius gravvård på Solna kyrkogård.

Retzius var son till Anders Retzius, gift med Anna Hierta-Retzius, som var dotter till Aftonbladets grundare Lars Johan Hierta med vars förmögenhet han finansierade sin forskning sedan han avsagt sig sin professur. Han är begravd på Solna kyrkogård.